# جيمس بيرش (سائق سيارة سباق)
جيمس بيرش (بالإنجليزية: James Birch)‏ هو سائق سيارة سباق بريطاني، ولد في 24 نوفمبر 1989.